# 伊豆シャボテン動物公園
伊豆シャボテン動物公園（いずシャボテンどうぶつこうえん、英: Izu Shaboten Zoo）は、静岡県伊東市富戸の大室山の北東脇（岩室山）にある、サボテンと動物を中心とした動植物公園である。
伊豆シャボテンリゾート株式会社傘下の連結子会社である株式会社伊豆シャボテン公園が運営している。

## 概要
1959年（昭和34年）10月に「伊豆シャボテン公園」として開園。（設計・創案）東京農業大学名誉教授近藤典生博士。（設計・企画）東京農業大学沙漠植物研究者・植物生態写真家埴沙萠。
1970年（昭和45年）、1975年（昭和50年）には昭和天皇の行幸もあった。2016年（平成28年）10月22日に「伊豆シャボテン動物公園」に改称した。
サボテンや多肉植物を集めた温室があり、カンガルーや野鳥・カピバラなどの動物や鳥類なども飼育されている。
カピバラの飼育舎には温泉が引かれていて、カピバラの入浴がみられる。
半獣半鳥の荒原竜の像がシンボル。特撮作品のテレビ・映画のロケ地に良く使われる場所であり、小学生の学校行事である移動教室で訪れる旅行先などとしても有名である。
1964年以来、園内にはリスザルが放し飼いにされ、樹木の害虫駆除を担っている。ただし、リスザルは非常に好奇心旺盛で、ベビーカーなどに置いておいた飲食物を漁ることがあるので念のため注意が必要。クジャクも放し飼いにされている。
北西にレストラン・ショップと宿泊施設、南西にサボテン施設、東側に駐車場とメインゲートが配置されている。

## 伊豆シャボテン動物公園グループ
大室山の北東脇（岩室山）にある「伊豆シャボテン動物公園」の他、少し離れた東方の海岸方面にある、以下の2地域4施設も「伊豆シャボテン動物公園グループ」として一緒に運営されている。
- 国道135号沿い（富戸1090）
  - 伊豆ぐらんぱる公園[12]（1981年7月〜）[13]
    - 旧・伊豆サファリ公園（1973年11月〜）[13][14]
      - 旧・伊豆コスモランド（1965年5月〜）[15][13][14]

  - 伊豆高原旅の駅ぐらんぱるぽーと[16]（2007年11月〜）[17]
- 沿岸（富戸841-1）
  - ニューヨークランプミュージアム＆フラワーガーデン（2017年12月〜）
    - 旧・伊豆四季の花公園[18]（〜2017年12月）
      - 旧・伊豆海洋公園（1963年7月〜）[19]

  - 伊豆海洋公園ダイビングセンター[20]（1964年4月〜）[21]

## サボテン
5つの温室があり、南アメリカ館、アフリカ館、マダガスカル館、メキシコ館、森林性シャボテン館（ジャングルのシャボテン）に分かれる。
この園の名前の由来はサボテンである。昭和34年開業のため、サボテンをシャボテンと呼ぶ。サボテンは園内で食せる。
民間施設であるが、1970年（昭和45年）に、昭和天皇が訪れた。

### 彫刻
園内にはアメリカ古代文明の彫刻の強化プラスティック製の精巧な実物大レプリカがたくさん置かれている。オルメカ文明の巨石人頭像、アステカ文明のカレンダー「太陽の石」、女神コアトリクエ像、ショチカルコ宮殿の柱脚、マヤ文明の雨の神チャク神の像、蛇神ケツァルコアトル（マヤ名ではククルカン）の像、パレンケ遺跡の石碑、トルテカ文明の戦士の像、ワステカ文明の立像などがある。これらはメキシコ連邦特別区から贈られたものである。

## 主な飼育動物

### チンパンジー
ピンキーちゃん(メス・2002年9月12日生まれ)などがいる。特技は竹馬。学習発表会を行う。
アニマルトレーナー堤 秀世(園長と名誉園長を勤め、2013年引退)などにより、1981年からチンパンジーのショーが行われる。人工飼育のチンパンジーの群れ復帰も行う。

### カピバラ

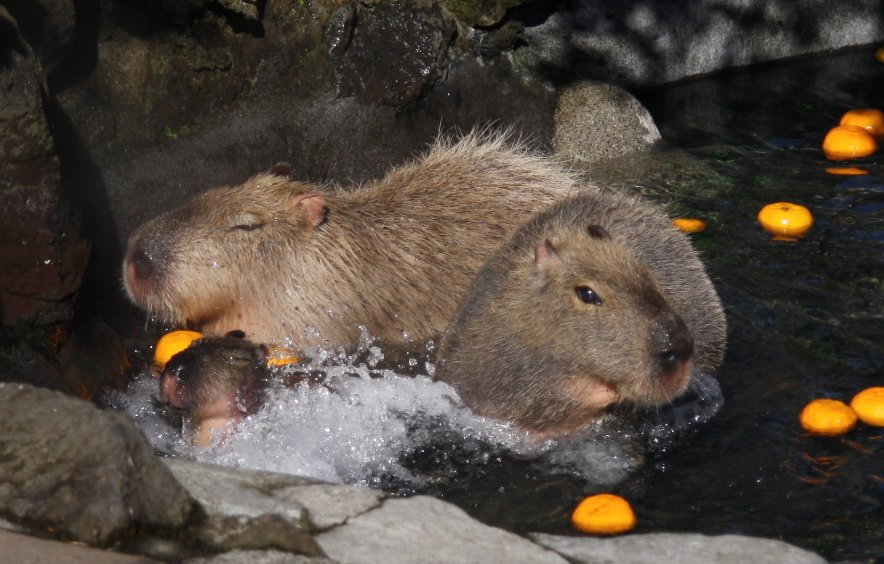
柚子湯に入るカピバラ

伊豆シャボテン公園のカピバラは露天風呂に入るが、これは、園が『元祖』と、静岡新聞が紹介する。1982年の冬に、飼育員が飼育舎の清掃にお湯を使った際、偶然、小さなお湯だまりにカピバラたちが集まって手足やおしりをつけて気持ちよさそうにしている姿を目撃して以来、カピバラの幸せのためにカピバラたちの入浴を毎年行う。これが『冬の風物詩』となった。2015年には埼玉県こども動物自然公園、那須どうぶつ王国、長崎バイオパークと「カピバラの露天風呂協定」を結び、2017年からはこれにいしかわ動物園を加えた5園国で夏は7月27日の「スイカの日」に「スイカ早食い競争」、冬には「カピバラの長風呂対決」のコラボイベントを開催している。
ゆず湯なども行い、また入浴はカピバラが満足するまで行う。園のマスコットキャラクターはカピバラ（2頭）で、「カピーバ」と「カピーナ」という名である。
なお、「カピバラの露天風呂」「カピバラの温泉」は株式会社伊豆シャボテン公園、「カピバラのゆず湯」は伊豆シャボテンリゾート株式会社によってそれぞれ商標登録されている。

### その他
- シロテテナガザル
- ワオキツネザル
- コモンリスザル
- クロカンガルー
- アメリカバク
- クビワペッカリー
- ラマ
- ミーアキャット
- オグロプレーリードッグ
- インドタテガミヤマアラシ
- パカ（現在は飼育なし）
- マーラ
- ミナミコアリクイ
- オオサイチョウ
- ルリコンゴウインコ
- コクチョウ
- モモイロペリカン
- アフリカハゲコウ
- ハシビロコウ（現在は飼育なし）
- ホオアカトキ
- ホオジロカンムリヅル
- インドクジャク
- エミュー

## レストラン/ショップ/宿泊
- 森のどうぶつレストラン「GIBBONTEI」
- 中華「ちゃお」
- 和食処「花むすび」
- パン軽食「カフェ・シェリー」
- ソフトクリーム・ハンバーガー「ベルステーション」
- GIFT SHOP「アニマルマート」
- 宿泊施設「伊豆シャボテンヴィレッジ」（プチホテル及びグランピング）

## 沿革
- 1959年（昭和34年）10月22日 - 「伊豆シャボテン公園」開園[5]。
- 2016年（平成28年）10月22日 - 「伊豆シャボテン動物公園」に改名[7]。

## この場所でロケを行った作品
- ウルトラマン - 第20話では、荒原竜を元にした高原竜ヒドラと「大室公園」という名で、この公園が登場する。
- ウルトラマンA - 第31話で、超獣バクタリになるバクが飼育されている動物園として登場した。
- 快獣ブースカ - 第34話で登場。
- 人造人間キカイダー - 第4話で登場。
- 仮面ライダー - 荒原竜が敵組織ショッカーのシンボルであるワシに似ているため、第15話でショッカーのアジトとされた。同話ではサボテンに因んだ怪人サボテグロンが登場している。
- 仮面ライダーBLACK - 第43話で「怪人牧場」と言う設定で登場した。
- 宇宙刑事シャリバン - 第18話で登場。
- 超人バロム・1 - 第17話で登場。
- 宇宙鉄人キョーダイン - 第4話で登場。
- 秘密戦隊ゴレンジャー - 第56話で登場。
- 超電子バイオマン - 第27話で、敵組織新帝国ギアのアジトとして登場した。
- 特捜ロボ ジャンパーソン - 劇場版「特捜ロボ ジャンパーソン 母よ、永遠（とわ）に! 愛と炎の電脳手術室」で敵のアジトとして登場した。
- クラッシュ・バンディクー - クラッシュ・バンディクー2　コルテックスの逆襲!に添付されている特典映像の撮影場所として使われた。
- 紀子の食卓 - 2006年に公開された園子温監督の日本映画。劇中に出てくるシーンの撮影場所として使われた。